# Terminator 2: Judgment Day (datorspel)
Terminator 2: Judgment Day är ett datorspel från 1991.
Spelet, som är ett plattformsspel i kavaljersperspektiv utgavs av Ocean Software baserat på den tidigare NES-versionen från LJN. Spelet släpptes till Amiga, Amstrad CPC, Atari ST, Commodore 64, DOS, ZX Spectrum. Spelet är löst baserat på filmen. Spelet går ut på att rädda John Connor, ledare för den mänskliga motståndsrörelsen, och hans mor Sarah, från T-1000. Spelet portades till flera maskiner. Versionerna till åldrande maskiner som Commodore 64 och ZX Spectrum innehöll väldigt enkel grafik jämfört med andra versioner.